# Bajt
Bajt (tudi zlog, byte, oktet, angleško byte) je v računalništvu manjša enota za količino podatkov oziroma velikost pomnilnika. Byte pa je tudi podatkovni tip v nekaterih programskih jezikih.
Bajt je imel včasih spremenljivo velikost, v današnjih računalnikih je v 1 bajt = 8 bitov. Izraz je leta 1956 skoval Werner Buchholz v podjetju IBM, izvirno je bajt označeval šest bitov. Izvirna angleška beseda byte pomeni akronim BinarY TErm - dvojiški izraz. Buchholz jo je uporabil pri načrtovanju prvega tranzistorskega superračunalnika IBM 7030 Stretch. Kasneje so pri tem projektu izraz bajt razširili na osem bitov.
Polovico bajta (štirje biti) imenujemo nibble.
Kratica za bajt je »B«, medtem ko »b« pomeni bit. Nekateri narodi so ime enote povsem prevedli, Francozi jo recimo imenujejo octet (»o«). 
Večje enote so kilozlog (kilobajt), megazlog (megabajt). Predpone (kilo, mega,...) imajo običajno drugačen pomen kot sicer:
kilo = 1024 = 210 in ne 1000
Po standardu IEC 60027-2 so predlagane drugačne predpone, ki še niso širše uveljavljene. Kilobajt je tako 1000 bajtov, uvedena pa je predpona kibibajt, ki je 1024 bajtov.